# Zofia Wichłacz
Zofia Wichłacz (n. 5 de abril de 1995, Varsovia) es una actriz polaca. Ha aparecido en películas como Powidoki y Varsovia 44, así como series de televisión Lekarze, 1983 o The Romanoffs.

## Carrera profesional
Wichłacz apareció por primera vez en una película de guerra sobre el Levantamiento de Varsovia en 2012. Posteriormente apareció en una serie de televisión titulada Moralność pani Dulskiej («La moralidad de la Sra. Dulska») en 2013 y en un episodio de Głęboka woda el mismo año y Lekarze («Médicos») en 2014. Se hizo reconocible después de interpretar el papel principal en Varsovia 44 y ganó dos prestigiosos premios polacos: el León de Oro al mejor papel femenino durante el 39.° Festival de Cine de Gdynia y el Águila por la revelación del año en los 17.° Premios del Cine Polaco. Andrzej Wajda había visto a Zofia en una obra de teatro y había decidido incluirla en Afterimage, que luego resultó ser la última producción del director.

## Filmografía
| Año  | Título        | Papel            | Notas                                                 |  |
| ---- | ------------- | ---------------- | ----------------------------------------------------- |  |
| 2014 | Varsovia 44   |                  | Descubrimiento del año en los Premios del Cine Polaco |  |
| 2016 | Afterimage    |                  |                                                       |  |
| 2017 | Pokot         | madre de Matogi  |                                                       |  |
| 2018 | The Romanoffs | Nadya            | 1 episodio, "End of the Line"                         |  |
| 2018 | 1983          | Karolina Lis     | serie original de Netflix                             |  |
| 2019 | World on Fire | Kasia Tomaszeski | Primera temporada                                     |  |